# Каменноугольное общество Нижней Крынки
«Каменноугольное общество Нижней Крынки» — существовавшая в 1900—1903 гг. угледобывающая компания Донецкого каменноугольного бассейна со смешанным русско-французским капиталом, Устав которой был Высочайше утвержден 10 марта 1900 г. Правление Общества состояло из семи директоров и располагалось в Екатеринославе.
В 1897 г. земли в районе станицы Нижняя Крынка (ныне поселок городского типа Донецкой области Украины) были куплены московским купцом Пешковым, который открыл Ясиновский рудник. Через два года рудник был приобретен немецким акционерным обществом горно-заводской промышленности «Монтаж». Впоследствии здесь был построен коксо-бензольный завод, механические мастерские, железнодорожная ветка на ст. Монахово, электростанция. Завод поставлял продукцию 11 компаниям. Именно здесь в марте 1900 г. предпринимателями — инженером Горяиновым, французскими подданными Бианки и Горже (ставшими управляющими компании) было учреждено Каменноугольное общество Нижней Крынки.
К 1900 г. доля угля, добытого на шахтах полностью или частично принадлежавших иностранным предпринимателям, составляла 76,2 % всей добычи «черного золота» Верхне-Макеевской волости Донецкого округа Области войска Донского. Руководство рудниками, как финансовое, так и техническое, осуществлялось в основном иностранцами. Несмотря на то, что, как было сказано в Уставе Общества «Из общего числа семи директоров и двух кандидатов четыре директора и один кандидат должны быть русские поданные…»,Нижне-Крынковский рудник, управляли которым французы, в данном случае не являлся исключением. Тем не менее, в 1903 г. «Каменноугольное общество Нижней Крынки» обанкротилось и рудник компании был приобретен горнопромышленником Фоминым.